# Air Bleu
Air Bleu (plným názvem Société Anonyme Air Bleu) byla francouzská letecká společnost specializující se na vnitrostátní přepravu pošty.
Své působení zahájila 10. července 1935 s letouny Caudron Simoun, které obsluhovaly čtyři odlišné linky na území Francie. Její stroje každodenně ráno vzlétaly z letiště Le Bourget, kam se vracely týž den odpoledne.
V srpnu 1936 byly její služby pozastaveny a letadla uzemněna kvůli finančním problémům, způsobeným zejména zavedením nového příplatku k poštovnému, který vedl k poklesu objemu přepravovaných zásilek. V červnu 1937 byla společnost reorganizována za účasti francouzského státu, který nově vlastnil 52% podíl, a Air France, které náleželo 24 %.
V září 1939 byla společnost podřízena francouzským ozbrojeným silám a pověřena provozem poštovní přepravy na trase Paříž-Londýn. V červnu 1940 byla její letadlová flotila redukována na stroje Caudron Goéland a od září převedena k Air France, načež byla Air Bleu rozpuštěna.

## Letecký park
- 12 × Caudron Simoun[1]
- 5 × Caudron Goéland[1]
- 2 × Potez 630 (těžké stíhače konvertované na poštovní letouny, získané v letech 1938/1939)[1]

## Trasy společnosti

### Při zahájení provozu
- Le Bourget-Arras-Lille
- Le Bourget-Rouen-Le Havre
- Le Bourget-Tours-Poitiers-Angoulême-Bordeaux
- Le Bourget-Nancy-Štrasburk[1]

### Přidané 25. července 1935
- Le Bourget-Le Mans-Angers-Nantes-La Baule
- Le Bourget-Bourges-Limoges-Toulouse[1]